# Cytosporina ludibunda
Cytosporina ludibunda är en svampart som beskrevs av Sacc. 1884. Cytosporina ludibunda ingår i släktet Cytosporina, divisionen sporsäcksvampar och riket svampar.   Inga underarter finns listade i Catalogue of Life.